# مقاطعة ستودارد (ميزوري)
مقاطعة ستودارد (بالإنجليزية: Stoddard County, Missouri)‏ هي إحدى مقاطعات ولاية ميزوري في الولايات المتحدة. تأسست سنة 1835، بلغ عدد سكانها 29968 نسمة في عام 2010 حسب إحصاء مكتب تعداد الولايات المتحدة وتصل الكثافة السكانية فيها 14 نسمة/كم2.

## أعلام
- ثاديوس كارواي
- جون إي. ميلر

## وصلات خارجية
- www.idasc.com
- United States Counties